# Léopold Lelée
Léopold Lelée, dit Léo Lelée, né le 13 décembre 1872 à Chemazé (Mayenne) et mort le 26 juin 1947 à Arles, est un peintre et illustrateur français.

## Biographie
Fils d'instituteurs, Léopold Lelée suit des études classiques au lycée de Laval, il y suit notamment les cours du professeur Gaston Bertin,, et aussi d'Emile Sinoir.
Bachelier en 1890 et premier au concours général de dessin de la Société des arts réunis de Laval, il est doté d'une bourse par le Conseil général de la Mayenne.
Il entre à l’École nationale supérieure des arts décoratifs en classe supérieure, devient élève d'Edmond Lechevallier-Chevignard, puis à l’École nationale supérieure des beaux-arts de Paris grâce à une bourse du conseil général de la Mayenne. Il ne sortait jamais sans son carnet et son crayon ; au restaurant, au théâtre, tout étaot pour lui objet de découvertes et de notations originales. Aussi son oeuvre est'elle immense et variée.
Il fréquente Adrien Bruneau aux Arts décoratifs. Lelée ayant beaucoup travaillé sur le costume et l'illustration, il sera sollicité pour la création du Musée-école de la Perrine à Laval et fera don de dessins et d'affiches à la Ville de Laval. D'après Jules Belleudy qui lui consacra un petit livre en 1913, ses expériences suivantes ne le satisfont pas.
Professeur à Saint-Quentin, puis à Roubaix (« Parfois il oublie l'heure, distrait par l'entrée et la sortie des ateliers ou le spectacle de la rue. Il dessine des silhouettes de mendiants »), le climat le déprime. « le paysage est désespérément monotone, la lumière diffuse ne donne point d'effet ». Après deux ans, il repart pour Paris et tente de vivre en illustrant des supports divers.

### Paris

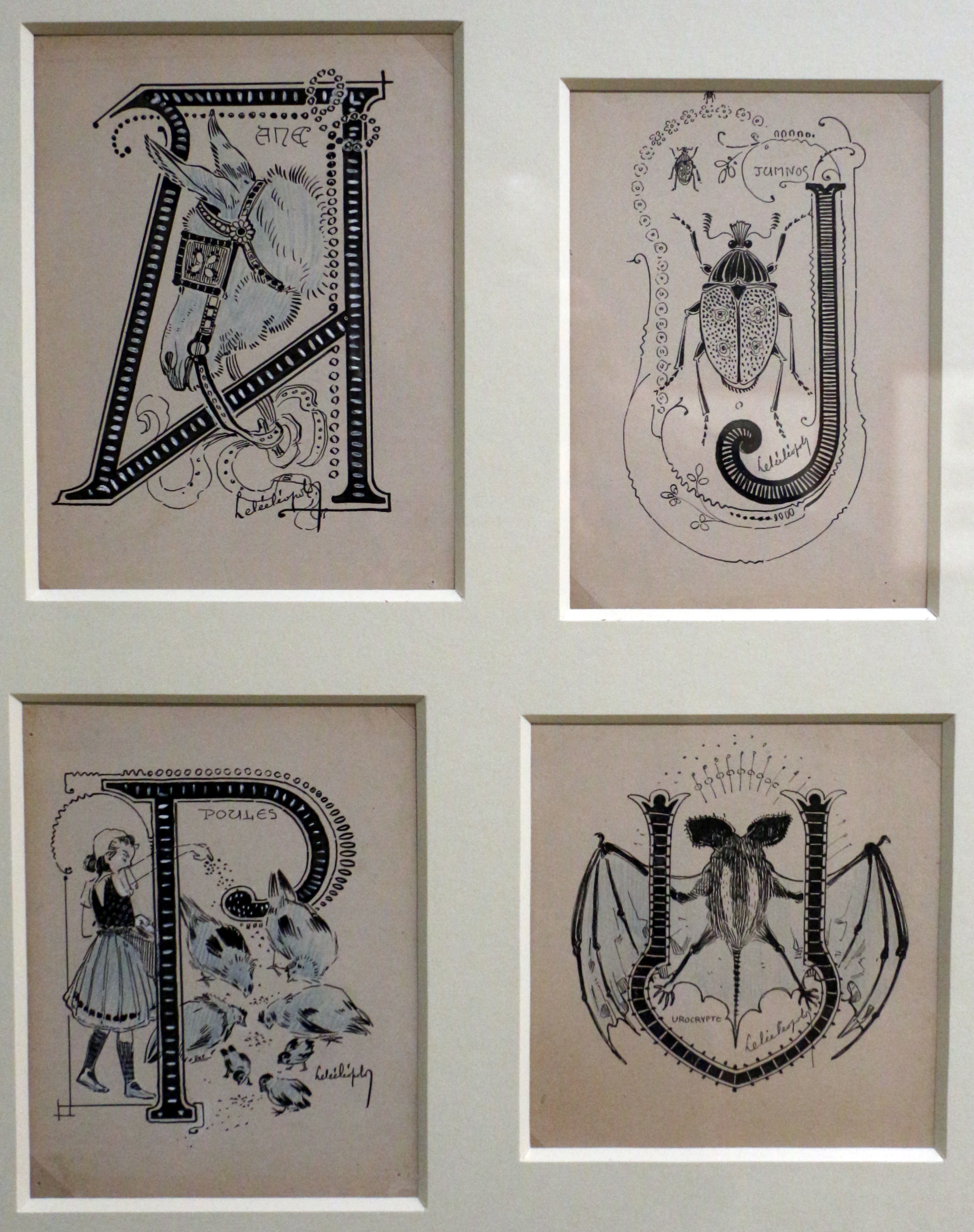
Abécédaire illustré, lettres A, J, P et U (vers 1890).

Au contact des ateliers de Paris, il découvre l’Art nouveau dont il adopte de style dans ses affiches, ses cartes postales, ses décors, ses dessins aux arabesques stylisées, végétales ou humaines. À son actif, il a créé entre autres plus de 3 000 cartes postales, dont une a été sélectionnée dans la Collection des cent, intitulée Le manège à cochons, réunissant les maîtres en cartes postales. Il est aquarelliste, affichiste, illustrateur de livres scolaires. Jules Belleudy raconte qu'à son retour à Paris, un ami lui parle de la Provence avec un accent qui le convainc. À trente ans, il fait de nouveau ses bagages, cette fois définitivement.

### La Provence

#### Arles
Attiré par la lumière chère à Vincent van Gogh et par l’aspect biblique de la Provence, des Alpilles à la mer, il se fixa en pays d’Arles où il trouva son équilibre. La lumière provençale et l'amour d'une Arlésienne vont le retenir. « En quelques années, notre artiste a mis tout Arles dans ses albums, ayant médité l'œuvre à accomplir et qui consiste à fixer par la couleur le costume qui tend a disparaître et les coutumes qu'on tend à délaisser ». Mais ce succès ne vient pas tout de suite, tant s'en faut. Il a peine à nourrir sa famille.
Il figure en 1930 au jury pour l'élection de la reine d'Arles, qu'il préside en 1947.

#### La boutique
Lui vient alors une idée pour attirer les nombreux touristes d'Arles : au pied des arènes, il ouvre une petite boutique où l'on trouve des cartes postales, du papier à lettres orné de profils d'Arlésiennes, des poteries. Cette boutique devient bientôt un lieu de rencontres artistiques et la première véritable commande arrive enfin. En décembre 1902, il réalise ses premières estampes dont Les Lices d’Arles, suivies de plusieurs autres séries (La Fête Virginale, Les Taureaux, La Procession aux Baux…) et de nombreuses aquarelles. Il est remarqué par Frédéric Mistral.

#### Fontvieille

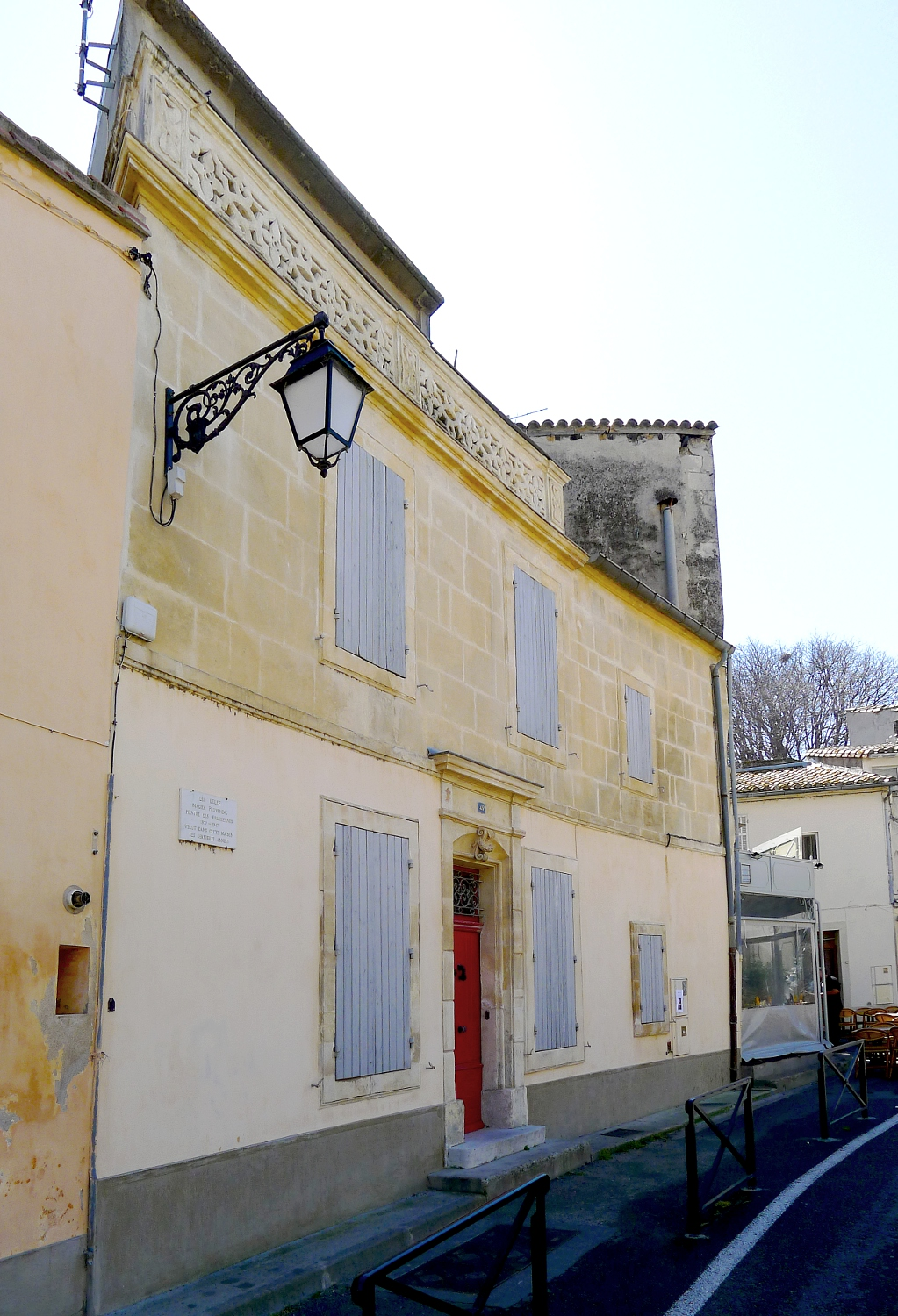
Maison de Léo Lélée à Arles.

Il quitte alors sa boutique et s'installe dans un hôtel du XVIIIe siècle où il expose ses aquarelles. Il s'intéresse aux visiteurs, leur expliquant son art à la demande, et leur donnant parfois des conseils inhabituels. Jules Belleudy rapporte que lorsqu'un client potentiel avait choisi un tableau, il arrivait qu'il lui déconseille de l'acheter avec cet argument : « Je ne suis pas complètement satisfait, cherchez mieux… ». Installé ensuite à Fontvieille, là où se trouve le moulin d'Alphonse Daudet, on le retrouve grâce au témoignage du colonel Dechaux qui lui avait rendu visite en 1936. « M. Léo Lelée est un homme qui, malgré de dures épreuves subies au cours de son existence, porte gaillardement et allègrement la soixantaine ». Vice-président de la Société des amis des moulins d'Alphonse Daudet, il est présenté par Jules Chancel, dans l'une des revues éditées par cette société : « C'est un bien curieux personnage, ce petit bonhomme remuant, aux yeux pétillants de malice et de gaieté derrière des lunettes, que tout le monde aime ici à dix lieues à la ronde. J'ai nommé Lelée, le peintre des Arlésiennes […] Si on lui parle de la crise de la peinture, il éclate de rire ». « Mais », répond Lelée, « jamais je n'en ai tant vendus !… Il est vrai que je paie avec une aquarelle mon percepteur et mon boucher, comme mon boulanger, en leur faisant le portrait de leurs filles ». « Et, » conclut Chancel, « il fait tout, ce diable de peintre et, sur les affiches, les programmes, les papiers de tenture et les presse-papier, on retrouve ces belles Arlésiennes stylisées qui sont sa spécialité ».

### Illustrations
Les illustrations réalisées pour l’ouvrage Le Costume en Provence de Jules Charles-Roux contribuent à sa notoriété qui s’affirme dans sa collaboration avec d’autres auteurs, français ou étrangers, des plus beaux ouvrages d’art de l’époque. Ami de Frédéric Mistral, il nous a légué une ode à la Provence. Retiré dans sa petite maison qui surplombe les arènes d’Arles, il meurt en 1947, des suites d’une longue maladie. De nombreux témoignages insistent sur la drôlerie du personnage, son sens de la repartie et de sa modestie.

Œuvres de Léo Lelée
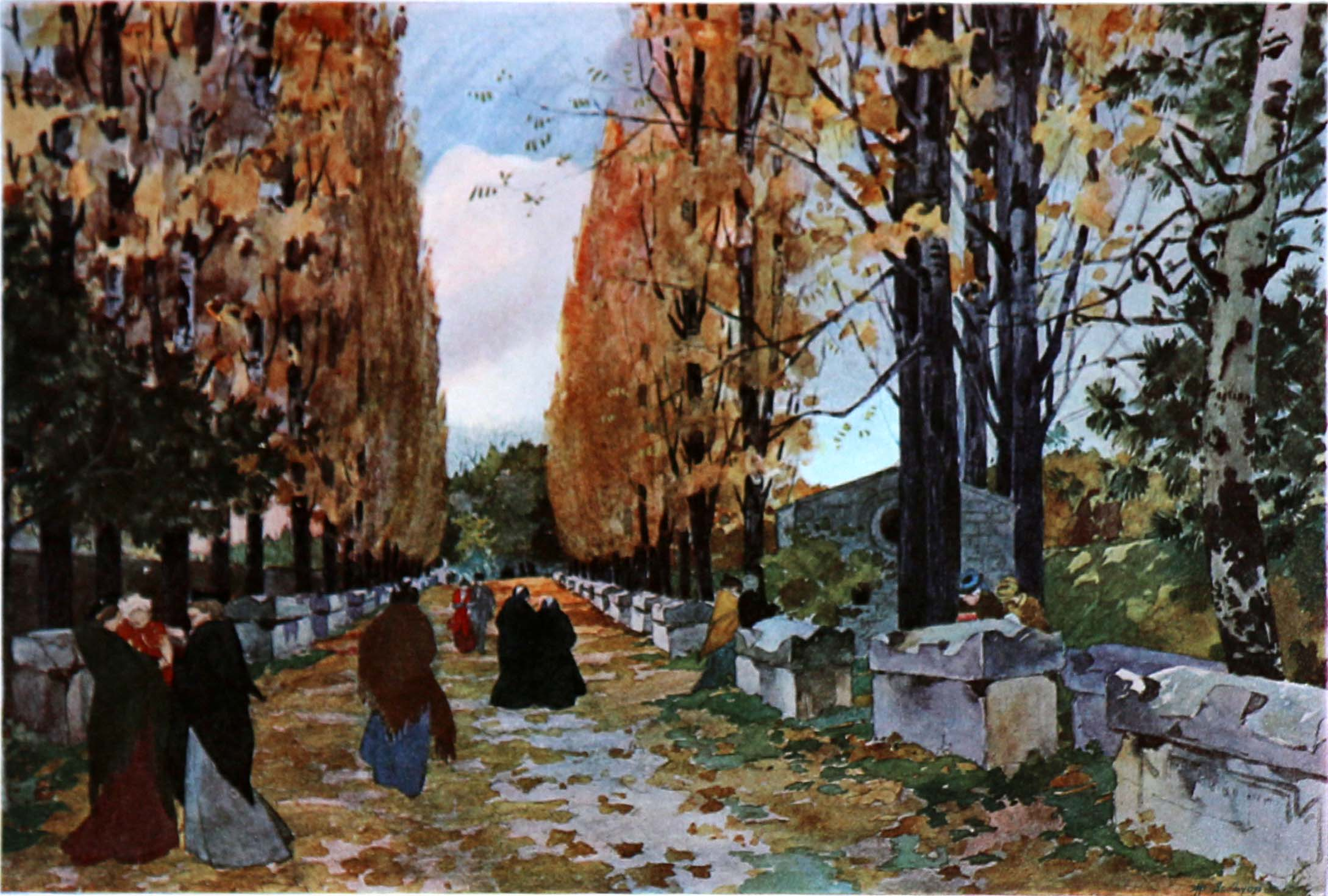
Les Alyscamps, localisation inconnue.
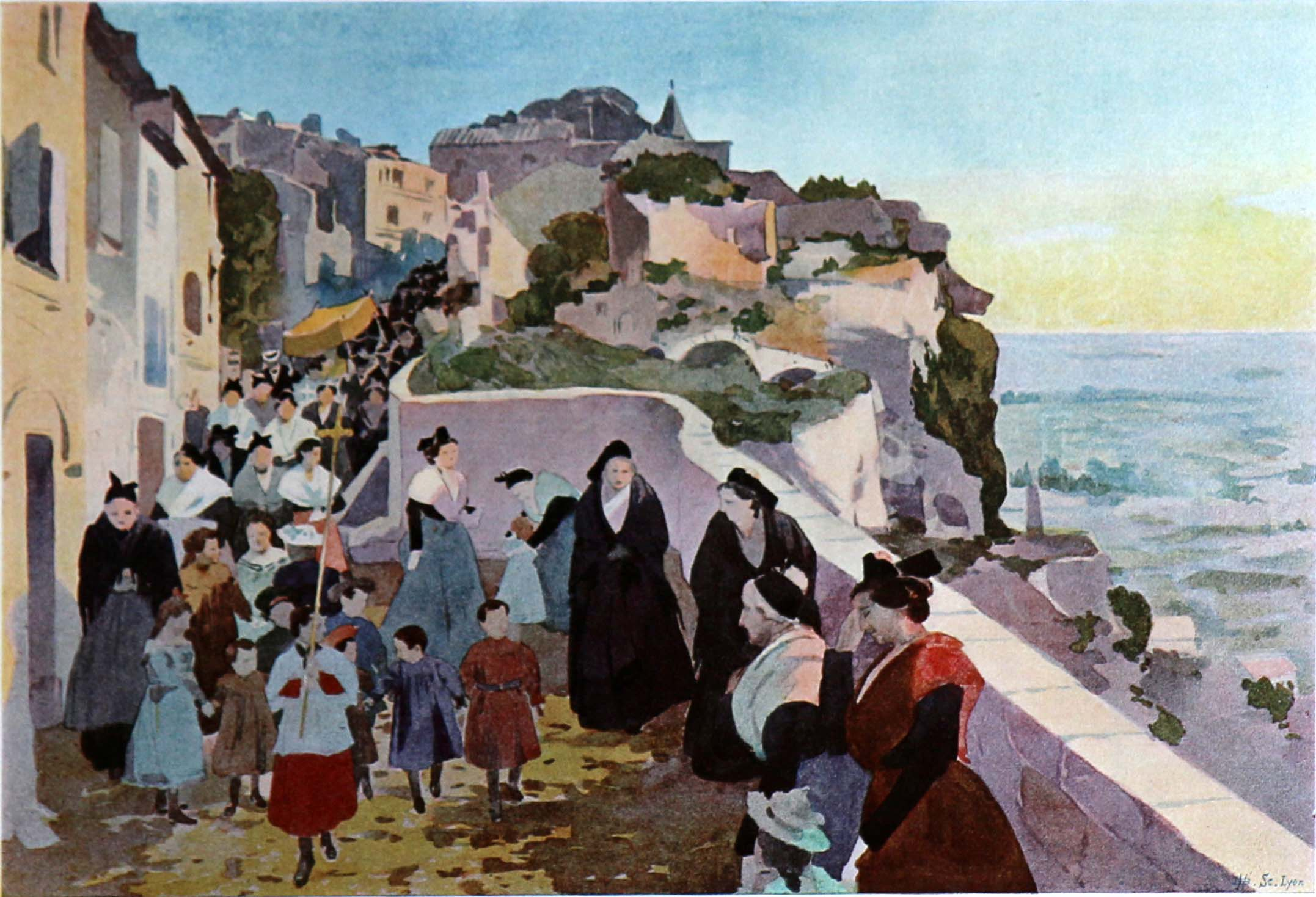
Procession de la Fête-Dieu aux Baux, localisation inconnue.
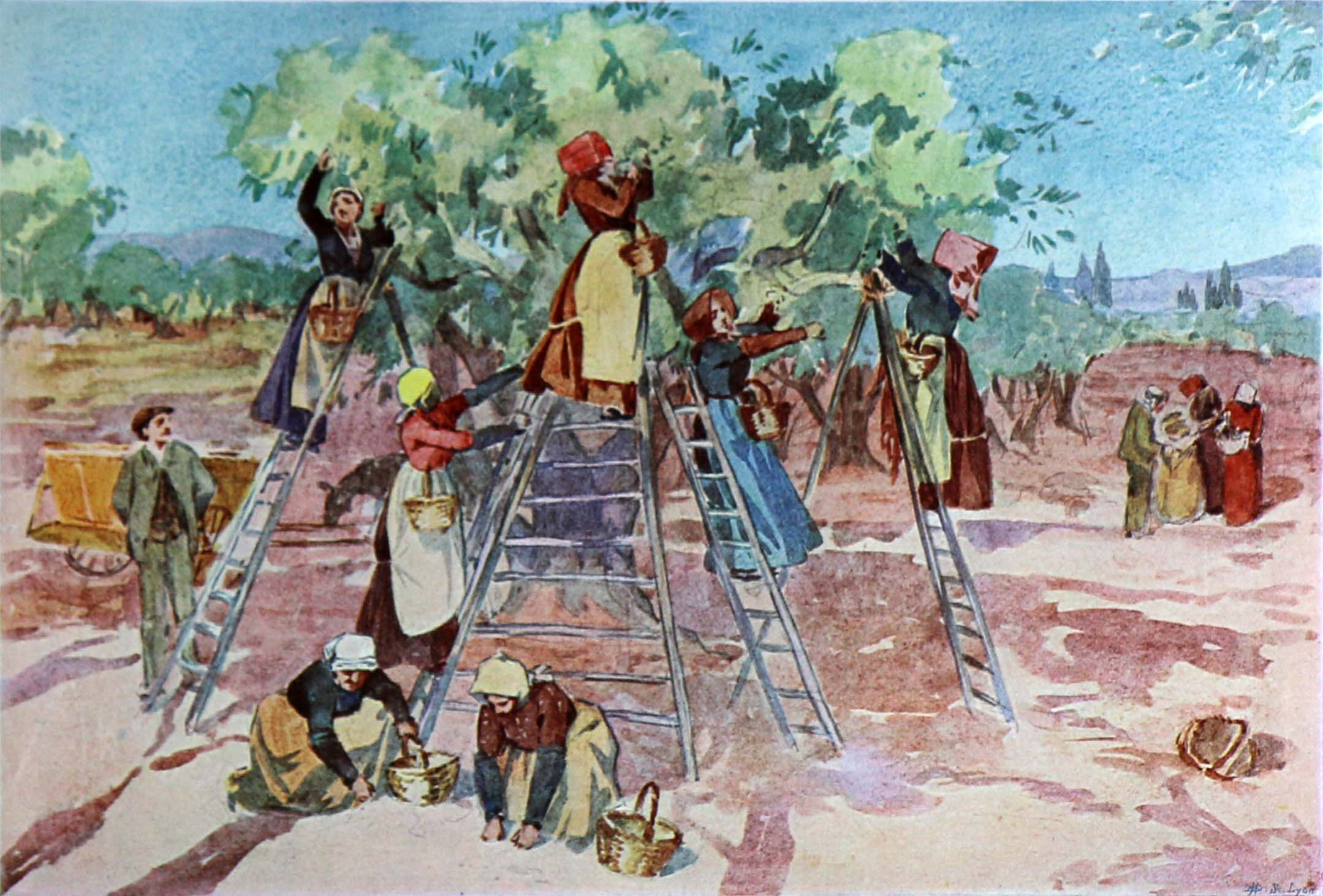
La Cueillette des olives, localisation inconnue.
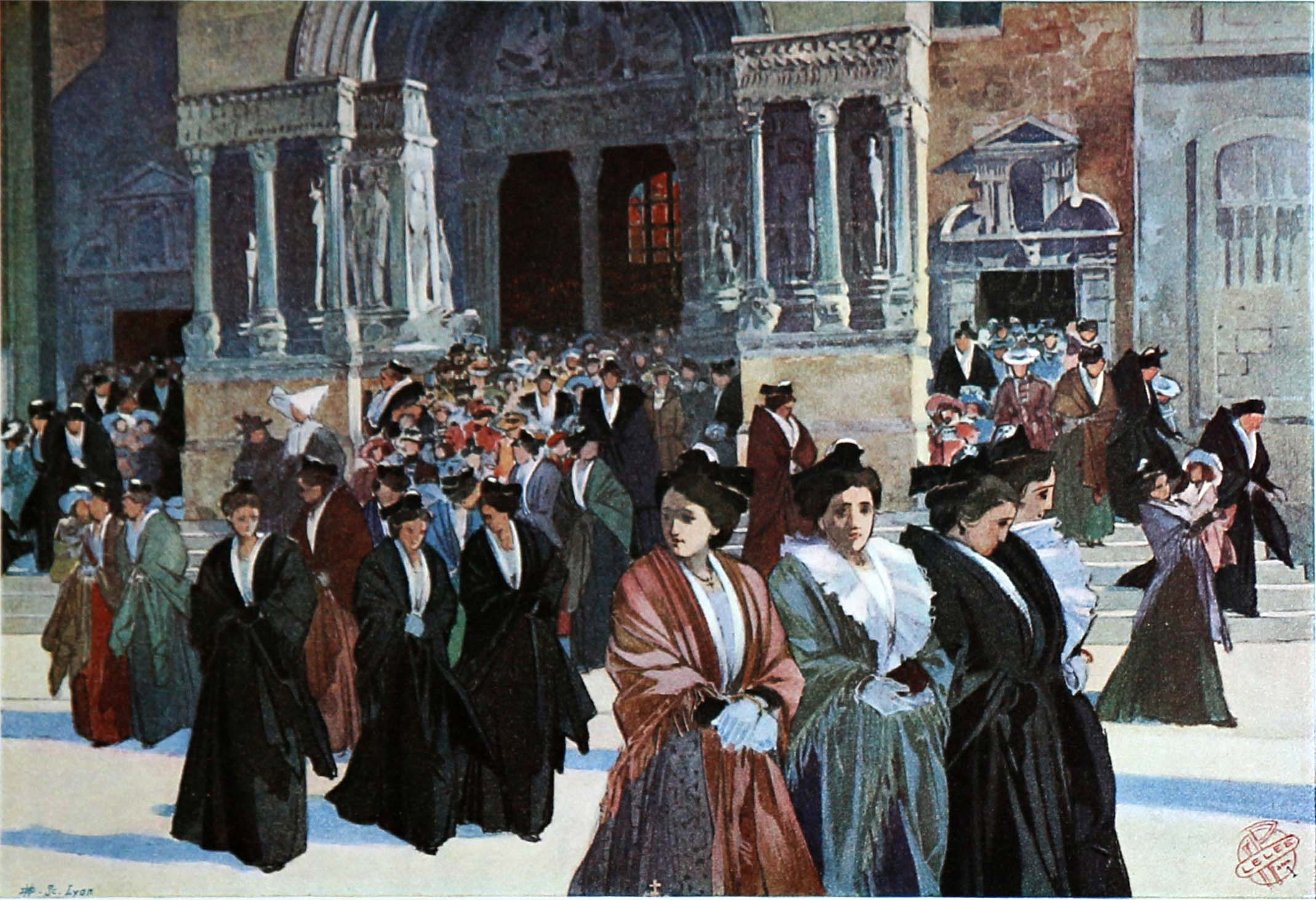
La sortie de Saint-Trophime, localisation inconnue.

## Ouvrages illustrés
- La Vénus d'Arles, lithographie, 1903.
- Jules Charles-Roux, Le costume en Provence, vol. I : Période ancienne, Paris, Lyon, Marseille, A.Lemerre, A.Rey et Cie, P.Ruat, coll. « Souvenir du passé », 1907, 250 p. (OCLC 48022081, BNF 31262104).
- Jules Charles-Roux, Le costume en Provence, vol. II : Période moderne, Paris, Lyon, Marseille, A.Lemerre, A.Rey et Cie, P.Ruat, coll. « Souvenir du passé », 1907, 244 p. (OCLC 48022081, BNF 31262104).
- Percy Allen (ill. Léopold Lelée et Marjorie Nash), Impressions of Provence, Londres, Francis Griffiths, 1910, 322 p. (OCLC 751504043).
- Joseph d'Arbaud, Le Nouvè Gardian, Aix-en-Provence, Le Feu, 1923 (réimpr. 1994), 29 p. (OCLC 954252011).
- Paul Arène, Douze contes de Paris et de Provence, Paris, Les Quatre Livres, 1930, 163 p. (OCLC 901792723)[7].
- Gabriel Boissy, Message sur la Poésie Immortelle prononcé à Skyros pour l'inauguration du monument dédié à Rupert Brooke, deux lithographies, L'Estampe moderne, 1931.